# 奥列格·戈尔季耶夫斯基
奥列格·安东诺维奇·戈尔季耶夫斯基，CMG（俄語：Оле́г Анто́нович Гордие́вский，1938年10月10日—2025年3月4日），蘇聯國家安全委員會（克格勃）駐外特工，後成為國安會倫敦聯絡站站長。但同時也以雙重間諜的身分在1974年至1985年間為英國秘密情報局 (軍情六處) 提供情資。
儘管莫斯科當局懷疑戈尔季耶夫斯基叛國而將其召回國內，但他仍在1985年7月透過代號匹黎可行動（Operation Pimlico）的計畫自蘇聯脫逃，蘇聯隨後在其缺席的情況下判處戈尔季耶夫斯基死刑。

## 早年
戈尔季耶夫斯基生于1938年，父亲为内务人民委员部官員。他在學校成績優異，並在求學時期學會說德语。
之後戈尔季耶夫斯基輾轉前往莫斯科國立國際關係學院就讀，並接受內務人民委員部訓練，為充實其间谍技能，他精通了德語，且學會如何說丹麦语、瑞典語以及挪威语。
完成學業後，戈尔季耶夫斯基加入外交服務單位，在柏林圍牆築成之際的 1961 年 8 月被派駐到東柏林，柏林圍牆的築起使他開始對蘇聯體制產生不信任感。在柏林工作一年後，他返回了莫斯科。
1963年，戈尔季耶夫斯基正式加入國家安全委員會，3年後被派駐到哥本哈根的蘇聯代表處。

## 雙面諜生涯
1968年8月，捷克斯洛伐克爆發布拉格之春政治民主化運動，最後由蘇聯為主的武裝力量入侵告終，導致戈尔季耶夫斯基對蘇聯的不滿持續增加，開始祕密向丹麦和英國情報單位發出合作訊號。在1974年他同意向軍情六處提供情資，並將這視為「摧毀蘇聯體系」的一步。軍情六處則賦予了他SUNBEAM的代號。
1978年戈尔季耶夫斯基於丹麥的第二次駐外工作結束，受召回到莫斯科的他迅速地與當時的妻子離婚，迎娶了一名外遇對象，由於國家安全委員會視外遇和離婚為相當不道德的行為，因此戈尔季耶夫斯基很長一段時間都未能再被派駐到外地工作。居住在莫斯科的期間，他也未敢冒險向軍情六處供應情報。於是他開始學習說英语，同時試圖說服委員會讓自己能在伦敦的單位任職，1982年6月，戈尔季耶夫斯基得償所願。
駐英之後，戈尔季耶夫斯基藉由軍情六處所提供的大量無害情報和接觸目標，以及英方不斷將其上司以不實指控驅逐回莫斯科，職階不斷提升。他也繼續向軍情六處提供機密文件和情資，此時他在軍情六處的代號變更為NOCTON。此外，由於軍情六處與美方分享戈尔季耶夫斯基提供的高機密情報時並未提供他的名稱或職位，因此美國中央情報局另給予他代號TICKLE。
1985年4月底，他終於晉升為國家安全委員會倫敦聯絡站站長，但同年5月16日，他突然收到電報要求立即返回莫斯科。軍情六處告知他可以自行決定是要直接叛逃至英國，並受英國政府保護；或是擔負被不當審問、甚至遭殺害的風險飛往莫斯科。戈尔季耶夫斯基認為自己維持站長身份對軍情六處會有很大的益處，因此軍情六處也鼓勵他回到莫斯科，但也開始著手必要時的逃脫計畫。
戈尔季耶夫斯基不知道的是，任職於美國中央情報局但為蘇聯工作的雙面間諜奧德里奇·艾姆斯私下調查出了他的身分，並在該年5月至6月上旬期間將相關情報供與蘇聯。戈尔季耶夫斯基於1985年5月19日返回莫斯科後遭到了下藥和審問對待，但由於當局未能指控他任何罪行。國安會遂將其安置在一個不敏感的部門辦公室工作。在不斷的監視和壓力，以及被高度懷疑為雙重間諜的情況下，他於1985年7月向軍情六處用預先安排好的方式發出了秘密求救訊號。
1985年，戈尔季耶夫斯基在軍情六處安排下成功脫逃至英國後，他對於西方世界的助力反而有所提升，因為他所提供的情報皆可以立即投入運用，而再無須擔憂會危及到他的生命、身份或地位。

## 傳記
2018年，班·麥金泰爾出版了戈尔季耶夫斯基的傳記《The Spy and the Traitor: The Greatest Espionage Story of the Cold War》。隔年該書加入了與戈尔季耶夫斯基相關的軍情六處、國安會以及中情局官員對此書反應的後記。